# Anna Myzdrikova
Anna Myzdrikova (Moscou, 22 de outubro de 1992) é uma ginasta russa que compete em provas de ginástica artística. Integrou a equipe russa que disputou o Campeonato Mundial de Londres, em 2009.